# Agama (gènere)
Agama és un gènere de sauròpsid escatosos de la família dels agàmids distribuïts per Àfrica i Orient Mitjà. Habiten en una gran varietat d'hàbitats, des de boscos i matolls fins a deserts i zones urbanes.

## Taxonomia
El gènere Agama es compon de 47 espècies:
- Agama aculeata (Merrem, 1820)

- Agama africana (Hallowell, 1844)

- Agama agama (Linnaeus, 1758)
- Agama anchietae (Bocage, 1896)
- Agama armata (Peters, 1855)
- Agama atra (Daudin, 1802)
- Agama bocourti (Rochebrune, 1884)
- Agama boensis Monard, 1940
- Agama bottegi (Boulenger, 1897)
- Agama boueti (Chabanaud, 1917)
- Agama boulengeri (Lataste, 1886)
- Agama caudospinosa (Meek, 1910)
- Agama cristata Mocquard, 1905
- Agama doriae (Boulenger, 1885)
- Agama etoshae (McLachan, 1981)
- Agama finchi (Böhme et al., 2005)
- Agama gracilimembris (Chabanaud, 1918)
- Agama hartmanni (Peters, 1869)
- Agama hispida (Kaup, 1827)
- Agama hulbertorum Wagner, 2014
- Agama impalearis (Boettger, 1874)
- Agama insularis (Chabanaud, 1918)
- Agama kaimosae (Loveridge, 1935)
- Agama kirkii (Boulenger, 1885)

- Agama knobeli Boulenger & Power, 1921

- Agama lanzai Wagner et al., 2014
- Agama lebretoni Wagner et al., 2009
- Agama lionotus (Boulenger, 1896)
- Agama lucyae Wagner & Bauer, 2011

- Agama montana (Barbour & Loveridge, 1828)
- Agama mossambica (Peters, 1854)

- Agama mucosoensis Hellmich, 1957

- Agama mwanzae (Loveridge, 1923)
- Agama parafricana Trape et al., 2012
- Agama paragama (Grandison, 1968)
- Agama persimilis (Parker 1942)

- Agama picticauda (Peters, 1877)

- Agama planiceps (Peters, 1862)
- Agama robecchii (Boulenger, 1892)
- Agama rueppelli (Vaillant, 1882)
- Agama sankaranica (Chabanaud, 1918)
- Agama somalica Wagner et al., 2013
- Agama spinosa (Gray, 1831)
- Agama sylvana (Macdonald, 1981)
- Agama tassiliensis Geniez et al., 2011
- Agama turuensis (Loveridge, 1896)
- Agama weidholzi (Wettstein, 1932)